# Atlantic Center Plaza
L'Atlantic Center Plaza est un gratte-ciel de bureaux de 108 mètres de hauteur construit à Atlanta de 2000 à 2001 et conçu par l'agence Smallwood Reynolds Stewart Stewart.
L'immeuble comprend 15 ascenseurs.